# Кардифф Сити
«Ка́рдифф Си́ти» (полное название — Футбольный клуб «Ка́рдифф Си́ти»; англ. Cardiff City Football Club; валл. Clwb Pêl-droed Dinas Caerdydd) — валлийский профессиональный футбольный клуб из города Кардифф, Уэльс. Был основан 9 октября 1899 года и является одним из немногих валлийских клубов, выступающих в системе английских футбольных лиг. Один из двух неанглийских клубов, выходивших в финал Кубка Англии, и единственный, выигравший его (в сезоне 1926/27).
Выступает в Лиге 1, третьем по значимости дивизионе в системе футбольных лиг Англии.
Домашний стадион клуба — «Кардифф Сити» — вмещает более 33 тысяч зрителей.

## История
Предшественником Кардифф Сити был футбольный клуб Риверсайд АФК (англ. Riverside A.F.C.) который был создан в 1899 году как способ поддерживать в форме игроков из крикетного клуба «Риверсайд» во время зимних месяцев. После получения в 1905 году статуса города от короля Эдуарда VII, клуб хотел изменить своё название на «Кардифф Сити», но просьба была отклонена, так как команда играла на «недостаточно высоком уровне». Тогда клуб решил присоединиться к Футбольной лиге Южного Уэльса и уже через два года получил разрешение на изменение названия. В 1910 команда переехала с Sophia’s Garden на Ninian Park.

## Клубная символика и форма
В 1988 году эмблема клуба представляла собой синий щит с лазурной птицей в белом круге, с нарциссом и драконом в верхней части и с обрамлением лентами сверху и снизу, с мячами по бокам. В 2003 году логотип сменился на чёрный щит с золотым крестом и с золотым контуром, с лазурной птицей в центре. В 2008 году эмблема вернулась к первоначальной, но была дополнительно заключена в контур в виде щита. В 2012 году эмблема сменилась кардинально: белый щит с жёлто-красной каймой, центральную часть которого занимает валлийский красный дракон. Над драконом — название клуба, под ним — год основания и лента с девизом, и уже под ней — небольшое изображение лазурной птицы. В том же 2012 году традиционные сине-белые цвета были изменены на красно-чёрные. Но перед сезоном 2015/16 под давлением болельщиков традиционный синий цвет вернулся, как и вернулась лазурная птица на эмблему клуба.

## Достижения
- Кубок Англии

Победитель: 1926/27 (первая и пока единственная неанглийская команда, выигравшая данный трофей)
Финалист (2): 1924/25, 2007/08
Полуфиналист: 1920/21
- Кубок Футбольной лиги Англии

Финалист: 2011/12
Полуфиналист: 1965/66
- Суперкубок Англии

Победитель: 1927
- Кубок Уэльса

Победитель (22): 1911/12, 1919/20, 1921/22, 1922/23, 1926/27, 1927/28, 1929/30, 1955/56, 1958/59, 1963/64, 1964/65, 1966/67, 1967/68, 1968/69, 1969/70, 1970/71, 1972/73, 1973/74, 1975/76, 1987/88, 1991/92, 1992/93
Финалист (10): 1928/29, 1938/39, 1950/51, 1959/60, 1971/72, 1974/75, 1976/77, 1981/82, 1993/94, 1994/95
- Чемпионат Футбольной лиги (D2)

Победитель: 2012/13
- Третий южный дивизион Футбольной лиги (D3)

Победитель: 1946/47
- Третий дивизион Футбольной лиги Англии (D4)

Победитель: 1992/93
- Кубок обладателей кубков УЕФА

Полуфиналист: 1967/68

## Известные футболисты
Следующие игроки «Кардифф Сити» были включены в список 100 легенд Футбольной лиги:
- Айвор Оллчерч
- Джон Чарльз
- Тревор Форд